# Echokardiografia

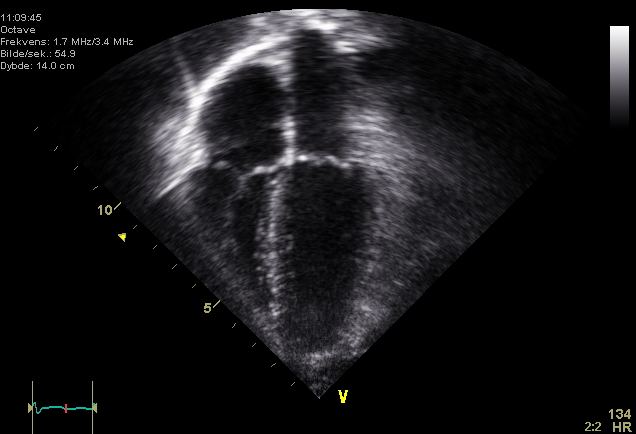
Typowy obraz echokardiograficzny. Widoczne cztery jamy serca.

Echokardiografia, echo serca, USG serca, ultrasonokardiografia – UKG – technika diagnostyki obrazowej polegająca na badaniu struktur serca i dużych naczyń krwionośnych za pomocą ultradźwięków (ultrasonografia). Zwykle stosuje się ultradźwięki o częstotliwości od 1 do 10 MHz. Na ekranie monitora uzyskuje się obraz powstający w wyniku odbicia fali ultradźwiękowej od badanych struktur. Obraz można zarejestrować na płycie DVD lub wydrukować. 
Badanie to umożliwia w sposób nieinwazyjny ocenę struktur  anatomicznych serca, a także ocenę ruchu mięśnia sercowego i zastawek wewnątrzsercowych oraz przepływ krwi w obrębie przedsionków i komór serca, dużych naczyń sercowych (aorta, żyły główne, tętnica i żyły płucne) i naczyń wieńcowych. Stosuje się różne systemy echokardiograficzne (echokardiografia jedno-, dwu- i trójwymiarowa oraz dopplerowska).

## Echokardiografia przezklatkowa (TTE –transthoracic echocardiography)

Echokardiografia 3D - ujęcie koniuszkowe

To badanie wykonywane poprzez ścianę klatki piersiowej, umożliwiające obrazowanie serca w badaniu:
- jednowymiarowym (M-mode) – pozwalającym na uzyskanie przekroju serca w jednej płaszczyźnie serca. Obecnie praktycznie nie używa się tych aparatów.
- dwuwymiarowym (2D) – umożliwiającym pomiary powierzchni i objętości oraz obliczenie frakcji wyrzutowej[1];
- trójwymiarowym (3D) – umożliwiającym ocenę struktur serca w perspektywie (obraz przestrzenny), co umożliwia dokładną ocenę serca w przypadku wad serca przed zabiegami kardiochirurgicznymi;
- dopplerowskim – opartym na wykorzystaniu zjawiska Dopplera, umożliwiającym pomiar prędkości ruchu elementów odbijających emitowaną wiązkę ultradźwięków, np. szybkość przepływu krwi i gradient ciśnień przez zastawkę aortalną[1][2].

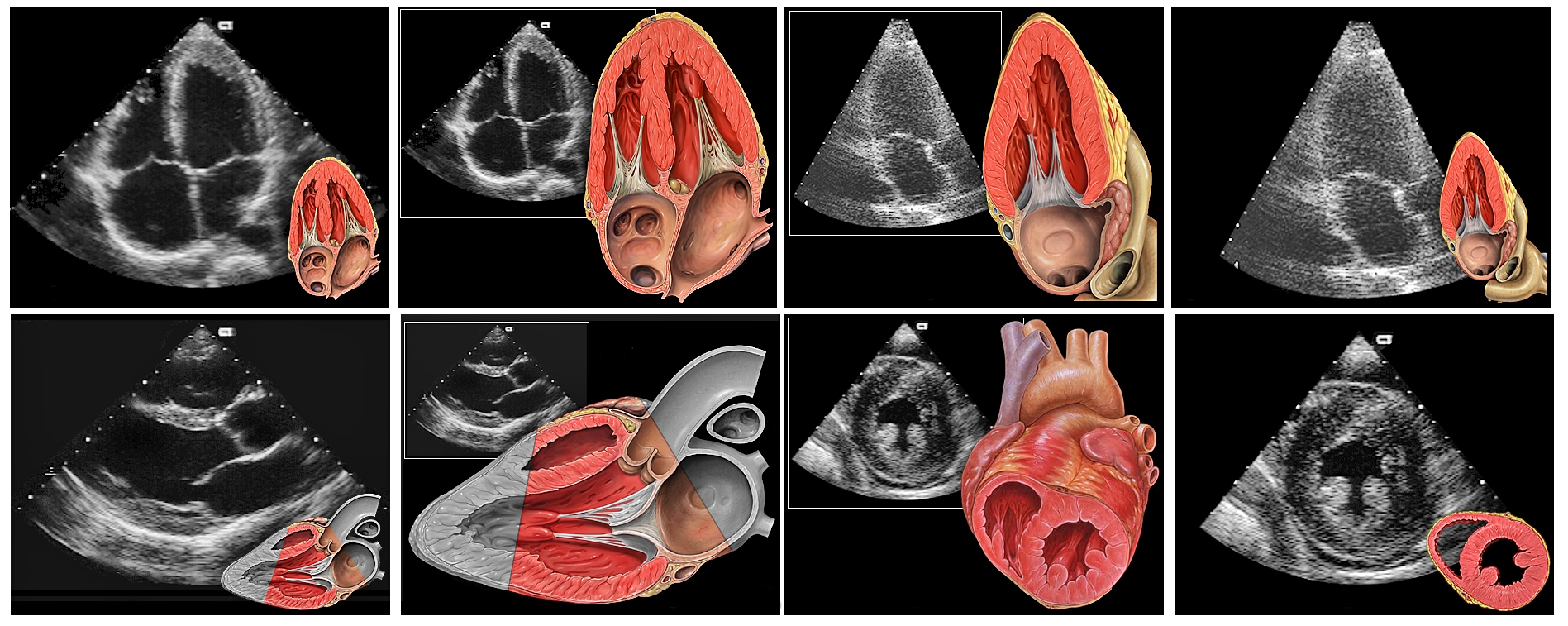
Prawidłowy obraz serca w echokardiogramie przezklatkowym

## Echokardiografia przezprzełykowa (TEE –transesophageal echocardiography)
Badanie wykonywane jest z użyciem specjalnej sondy o średnicy około 1 cm, która jest źródłem emitującym ultradźwięki i zostaje umieszczona w przełyku. W badaniu wykorzystuje się fakt bliskiego sąsiedztwa przełyku z lewym przedsionkiem i lewą komorą serca. 
Istnieje kilka odmian głowic przezprzełykowych. Starsze: jednopłaszczyznowa (monoplane), dwupłaszczyznowa (biplane) oraz nowsze – wielopłaszczyznowe (omniplane), w których płaszczyznę skanowania można zmieniać w zakresie od 0 do 180 stopni.
Najnowocześniejsze rozwiązanie wśród tych urządzeń to głowica do badań trójwymiarowych (3D TEE).

## Echokardiografia obciążeniowa (stress echocardiography)
Służy do oceny kurczliwości mięśnia serca, w przypadku zwiększonego zapotrzebowania na energię, co zostaje wywoływane przez:
- obciążenie pacjenta wysiłkiem na cykloergometrze w trakcie badania;
- podanie leków nasilających zapotrzebowanie mięśnia serca na tlen: dobutamina (próba dobutaminowa), dipirydamol, adenozyna;
- szybką stymulację serca do uzyskania przyspieszenia jego akcji zwykle z wykorzystaniem elektrody przezprzełykowej.

Coraz częściej próbę wysiłkową podczas echokardiografi wysiłkowej przeprowadza się na cykloergometrze, ponieważ jest bezpieczniejsza od próby farmakologicznej przez podanie np. dobutaminy. Echokardiografia wysiłkowa służy do wykrycia lub potwierdzenia pojawiającej się gorszej ruchomóści ścian lewej komory serca wywołanej niedotlenieniem spowodowanym zwiększonym wysiłkiem.
W przypadku wysiłkowej echokardiografii z użyciem cykloergometru istnieje takie samo ryzyko, jak w przypadku normalnego wysiłkowego EKG. Jednak doświadczony badacz może często wykryć zaburzenia krążenia znacznie wcześniej niż jest to możliwe za pomocą EKG. Próbę można zakończyć, zanim wystąpią zaburzenia rytmu serca, silna duszność lub ból w klatce piersiowej (dławica piersiowa).
W przypadku wysiłkowej echokardiografii z dobutaminą arytmie serca występują częściej podczas badania niż podczas próby na rowerze. Zwykle występują one tylko tymczasowo. Niebezpieczne zaburzenia rytmu serca są rzadkie i występują w zaawansowanej chorobie serca. W związku z tym badanie echokardiografii wysiłkowej z zastosowaniem dobutaminy przeprowadza się w specjalnych warunkach monitorowania. Lekarz leczący powinien starannie dobrać odpowiednią metodę badania biorąc pod uwagę stan chorego.

## Echokardiografia śródoperacyjna
Badanie wykonywane jest specjalną sondą, umożliwiającą bezpośrednie przyłożenie do mięśnia serca (sonda nasierdziowa) w trakcie zabiegu kardiochirurgicznego. Obecnie, w trakcie operacji serca, znacznie częściej wykorzystuje się głowice przezprzełykowe niż nasierdziowe. Badanie wskazane jest szczególnie do oceny skomplikowanych zabiegów na sercu, jak np. rekonstrukcja lewej komory serca, dwu- lub trózastawkowa operacja, powtórna wymiana zastawki serca, dla oceny wyników, które są możliwe do oceny po przywróceniu krążenia przez serce.
Wykonuje się często badanie UKG śródinterwencyjne podczas np. interwencyjnego zamykania VDS specjalną zapinką.

## Echokardiografia kontrastowa (contrast echocardiography)
Badanie wykonywane w przypadku niedostatecznej jakości typowej TTE. W celu poprawy rozdzielczości obrazu podaje się dożylnie substancji mikropęcherzyków, najczęściej powietrza. Najprościej można to osiągnąć, podając wstrząśnięty roztwór 0,9% NaCl. Istnieją również specjalne środki kontrastowe zawierające mikropęcherzyki.

## Interpretacja badania
- ocena kurczliwości mięśnia sercowego[2]:
  - normokineza – stan prawidłowy – prawidłowa ruchomość mięśnia sercowego
  - hipokineza – zmniejszona ruchomość mięśnia sercowego, występująca w przypadku:
    - niedokrwienia
    - niepełnościennej martwicy

  - akineza – brak ruchu, występujący w przypadku[2]:
    - blizny pozawałowej
    - pełnościennego niedokrwienia

  - dyskineza – paradoksalny ruch w kierunku przeciwnym do otaczającego mięśnia sercowego
    - blizna pozawałowa
    - tętniak